# Spinning Jewelry
Spinning Jewelry ApS et en dansk smykkevirksomhed med hovedsæde i Kongens Lyngby på Sjælland. Firmaet producerer designsmykker og sælger dem i en stor del af verden. Alle smykkerne laves i ægte materialer: guld, sølv, diamanter og andre ædelstene og kan kombineres på kryds og tværs. Alle smykkerne designes og udvikles i Danmark.

## Historie
Hans Henrik Nygaard startede firmaet Ravsmeden i Frederiksgade i Aarhus i 1985. Navnet ændredes senere til Unika Design A/S, og forretningen var i en periode et typisk smykke-grossistfirma, der hvert år kunne producere to, tre eller fire kollektioner. Hans Henrik Nygaard er oprindeligt uddannet socialpædagog og er opvokset på Fyn. Hans forældre drev både en smykkeforretning og en farvehandel. I 2006 skiftede virksomheden navn til Spinning Jewelry. Firmaets hovedkvarter lå på det tidspunkt i Søften uden for Aarhus.
23. maj 2013 indgav Spinning Jewelry konkursbegæring til skifteretten i Randers efter flere år med negativt regnskab. 28. juni samme år udsendtes en fondsbørsmeddelelse der meddelte, at konkursboet havde solgt aktiviteten og rettighederne til at føre Spinning Jewelry videre til et konsortium med Henrik Kähler som administrerende direktør. I januar 2014 tiltrådte Kim Wandel Olsen som ny administrerende direktør for et nykonstrueret Spinning Jewelry. Kim Wandel Olsen har en fortid hos det danske smykkefirma PANDORA. Spinning Jewelry smykker sælges gennem forhandlere i Denmark, Sverige, Tyskland og Rusland. 

## Designer
Lina Mørk designede de første ringe, som kunne kombineres efter kundernes ønsker. Hun var ansat i virksomheden fra juni 1994 til maj 2013. Hun havde afslutningsvis titel af chefdesigner. Lina Mørk er uddannet guldsmed og har boet i Italien. Designprocessen i Spinning Jewelry varetages nu af et internt designteam. 

## Baggrund for valg af navn
Inspirationen til navnet Spinning Jewelry fik Hans Henrik Nygaard fra den amerikanske rockgruppe Blood, Sweat & Tears, som indspillede nummeret "Spinning Wheel". Fra 2003 blev der produceret smykker med navnet, og nogle år senere fik firmaet sit nuværende navn. 

## Smykkeserier
Spinning Jewelry, der talte følgende smykkeserier:
- Spinning Rings
- Spinning Charms
- Spinning Earrings
- Spinning More
- Spinning Diamond
- Spinning Link